# Gladiolsläktet
Gladiolsläktet (Gladiolus), eller sabelliljesläktet, är ett släkte i familjen irisväxter, med cirka 180 arter. Släktet förekommer i västra och centrala Europa, Medelhavsområdet till sydvästra och centrala Asien, samt tropiska och södra Afrika. De flesta arterna förekommer i Sydafrika.
Gladiolsläktets arter är fleråriga örter med knölar som vissnar ner efter växtsäsongens slut. Knölarna omges av flera lager fibrösa skal. De basala bladen är små och tillbakabildade, stjälkbladen är två till många, svärdlika. Blomställningen är ett ensidigt ax med många blommor. Varje blomma omges av stödblad. Hyllebladen är sammanväxta vid basen och bildar en blompip, kronan är osymmestrik med de tre övre flikarna större än de undre. Ståndarna är tre och pistillen har tre grenar. Frukten är en trerummig kapsel med många frön.

## Bildgalleri

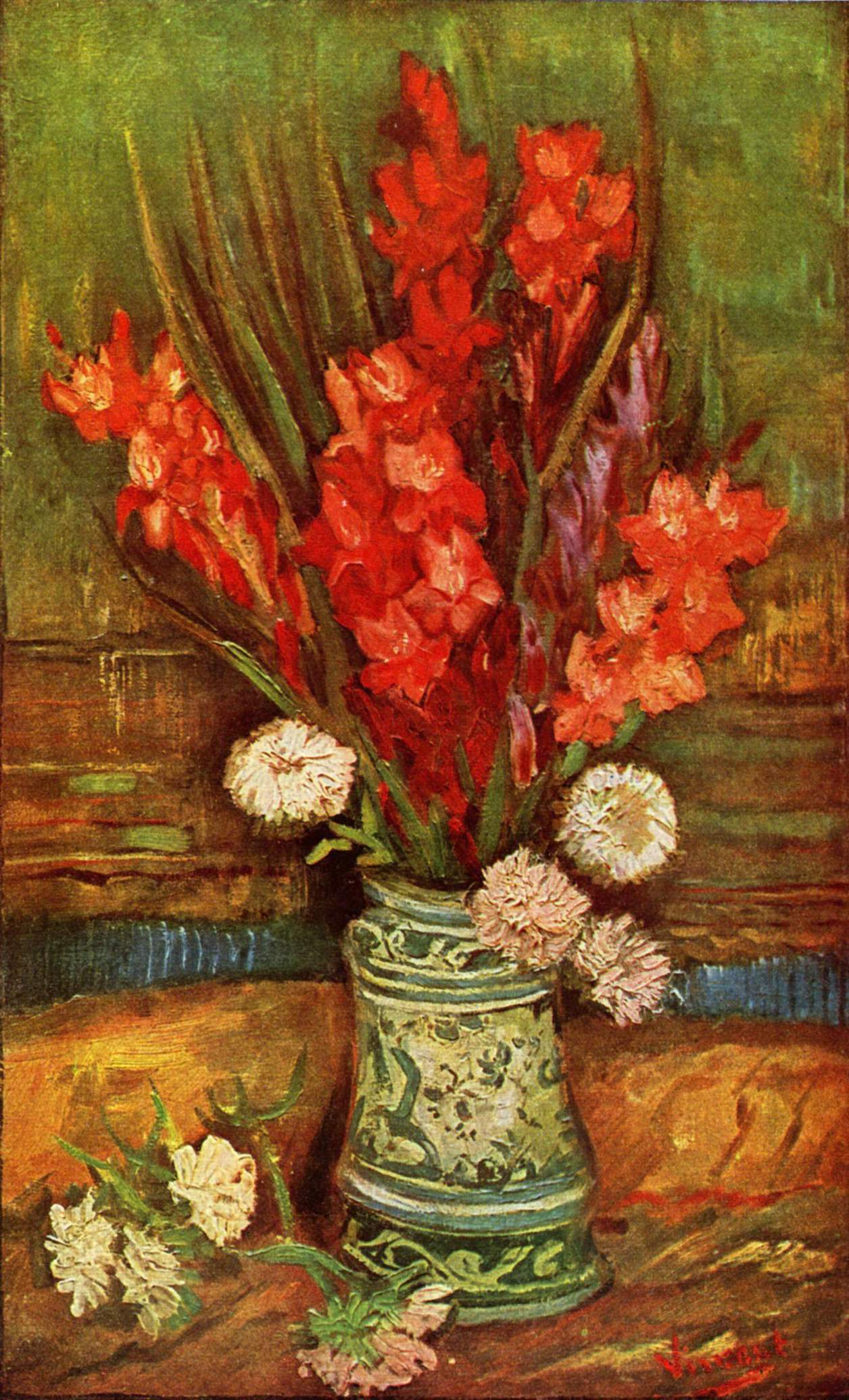
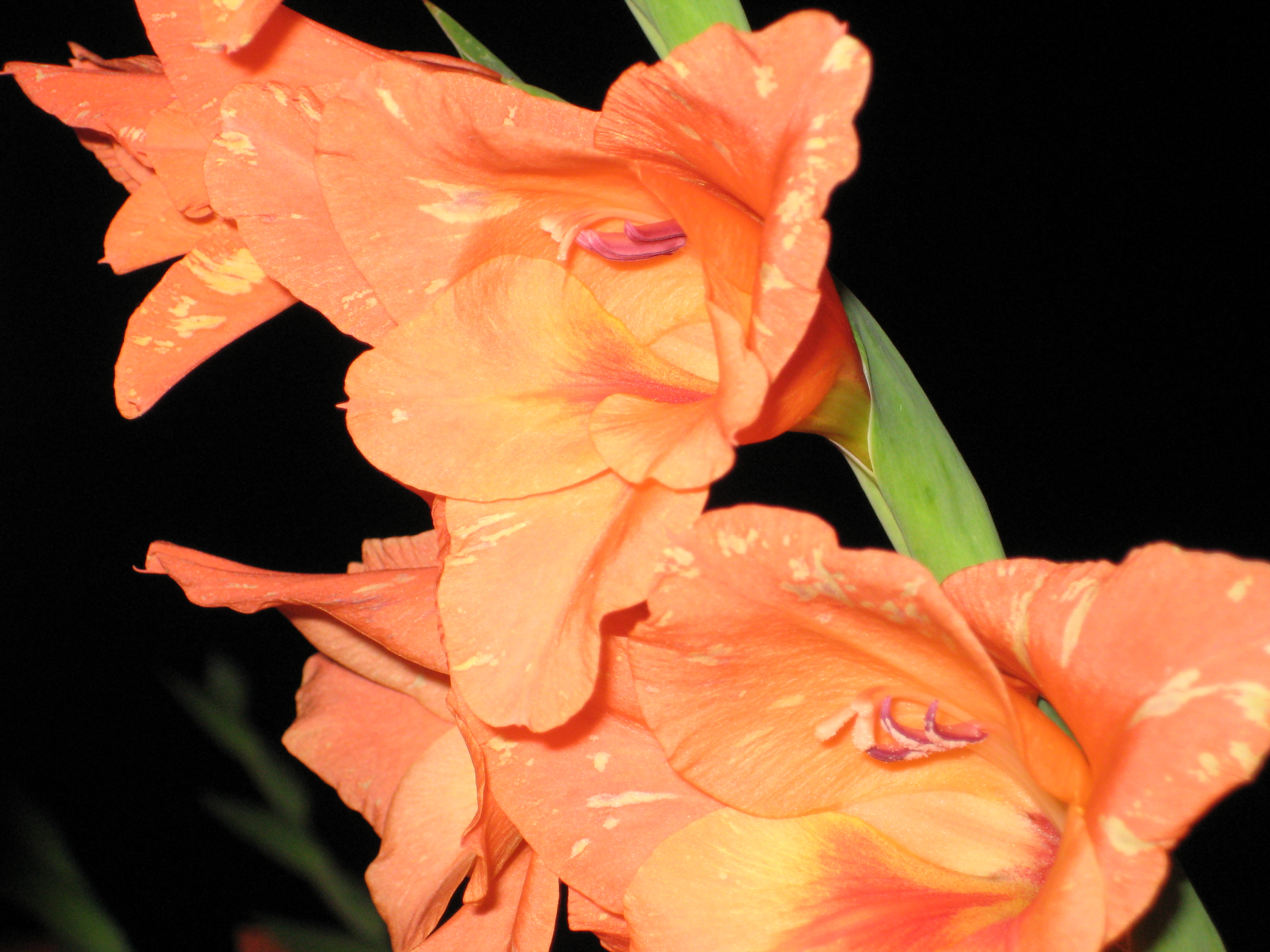
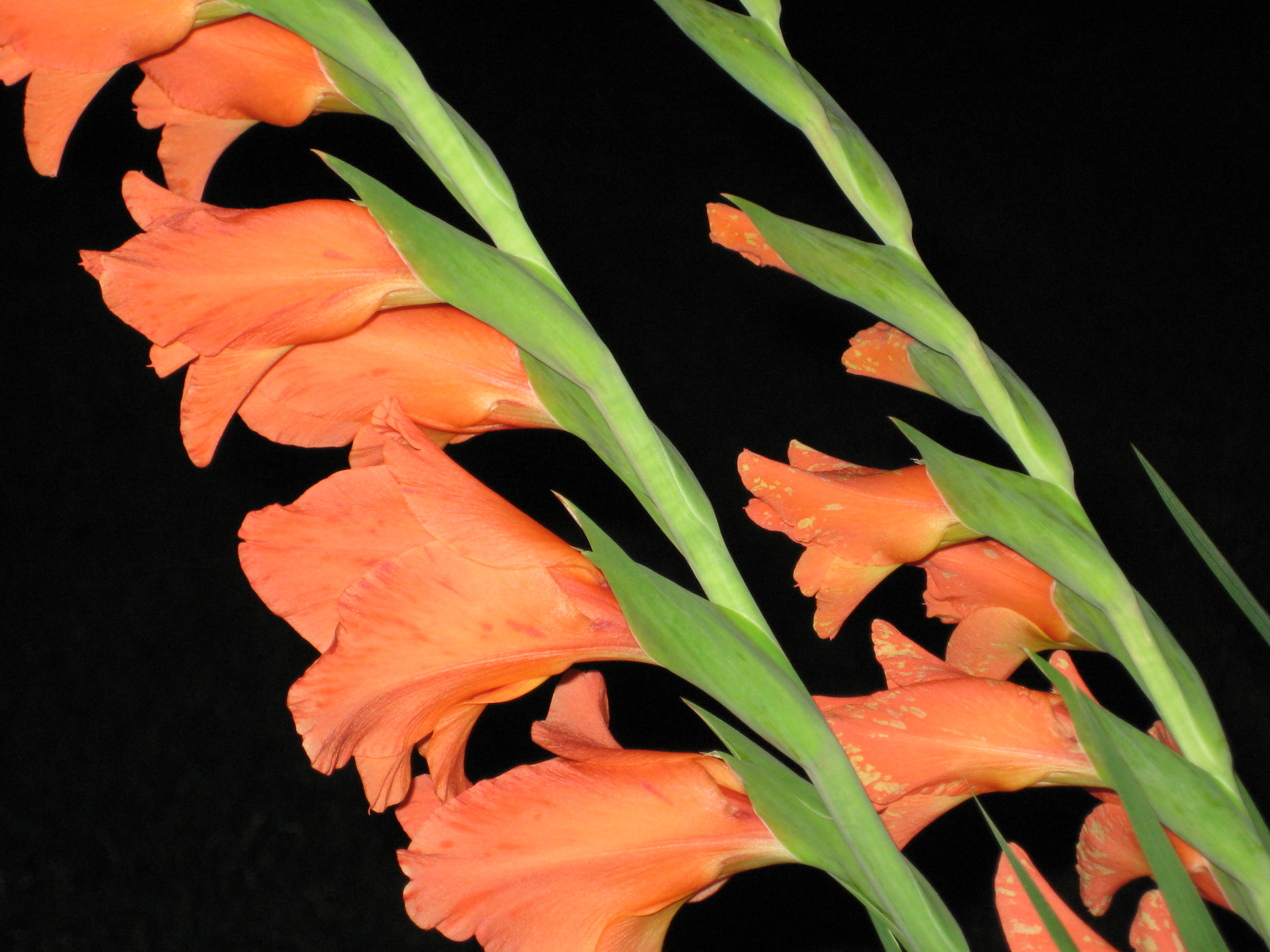
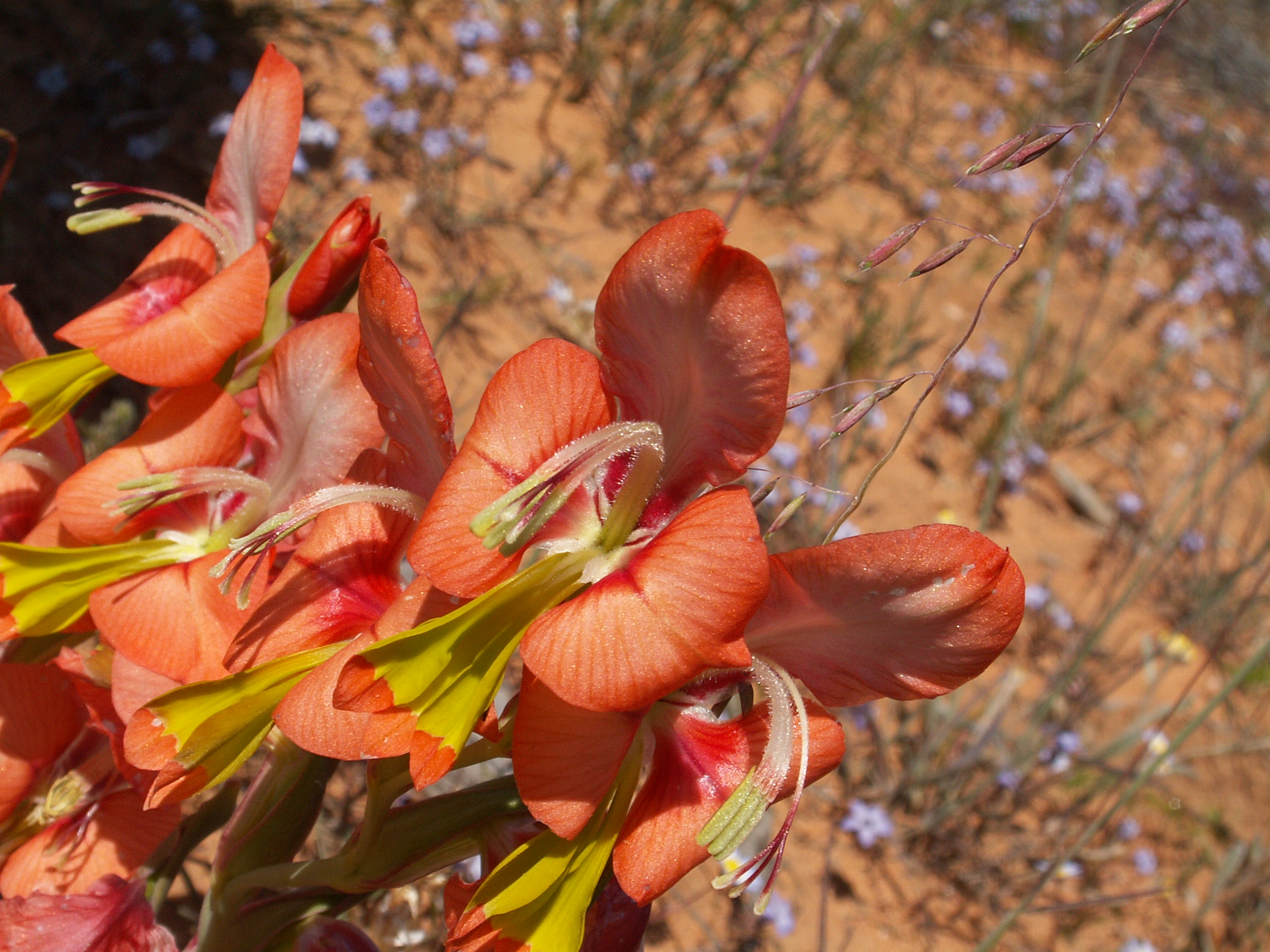
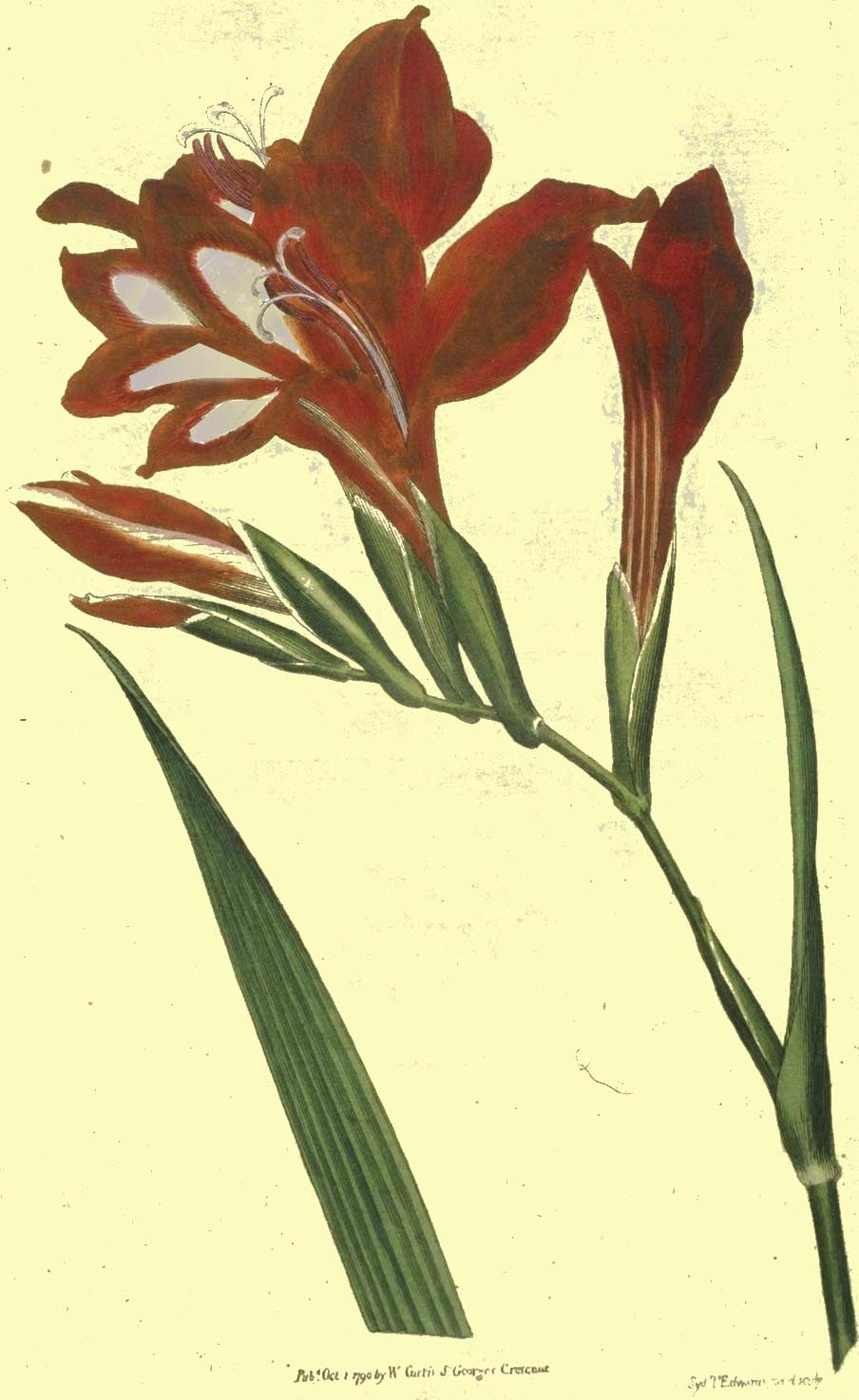
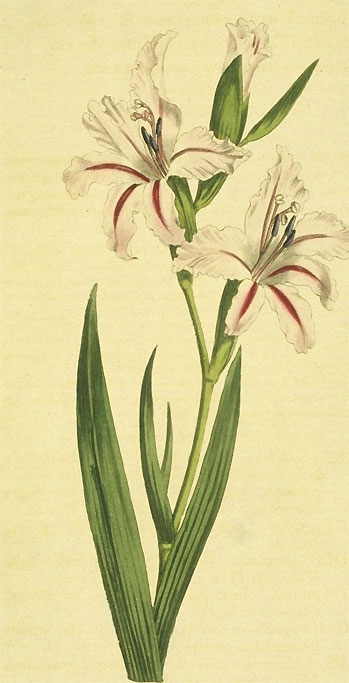

## Dottertaxa till Gladiolsläktet, i alfabetisk ordning[1]
- Gladiolus abbreviatus
- Gladiolus abyssinicus
- Gladiolus actinomorphanthus
- Gladiolus acuminatus
- Gladiolus aequinoctialis
- Gladiolus alatus
- Gladiolus albens
- Gladiolus amplifolius
- Gladiolus anatolicus
- Gladiolus andringitrae
- Gladiolus angustus
- Gladiolus antakiensis
- Gladiolus antandroyi
- Gladiolus appendiculatus
- Gladiolus aquamontanus
- Gladiolus arcuatus
- Gladiolus atropictus
- Gladiolus atropurpureus
- Gladiolus atroviolaceus
- Gladiolus attilae
- Gladiolus aurantiacus
- Gladiolus aureus
- Gladiolus balensis
- Gladiolus baumii
- Gladiolus bellus
- Gladiolus benguellensis
- Gladiolus bilineatus
- Gladiolus blommesteinii
- Gladiolus bojeri
- Gladiolus bonaespei
- Gladiolus boranensis
- Gladiolus brachyphyllus
- Gladiolus brevifolius
- Gladiolus brevitubus
- Gladiolus buckerveldii
- Gladiolus bullatus
- Gladiolus caeruleus
- Gladiolus calcaratus
- Gladiolus calcicola
- Gladiolus canaliculatus
- Gladiolus candidus
- Gladiolus cardinalis
- Gladiolus carinatus
- Gladiolus carmineus
- Gladiolus carneus
- Gladiolus caryophyllaceus
- Gladiolus cataractarum
- Gladiolus caucasicus
- Gladiolus ceresianus
- Gladiolus chelamontanus
- Gladiolus chevalierianus
- Gladiolus communis
- Gladiolus comptonii
- Gladiolus crassifolius
- Gladiolus crispulatus
- Gladiolus cruentus
- Gladiolus cunonius
- Gladiolus curtifolius
- Gladiolus curtilimbus
- Gladiolus cylindraceus
- Gladiolus dalenii
- Gladiolus davisoniae
- Gladiolus debeerstii
- Gladiolus debilis
- Gladiolus decaryi
- Gladiolus decoratus
- Gladiolus delpierrei
- Gladiolus densiflorus
- Gladiolus deserticolus
- Gladiolus dichrous
- Gladiolus dolichosiphon
- Gladiolus dolomiticus
- Gladiolus dubius
- Gladiolus dzavakheticus
- Gladiolus ecklonii
- Gladiolus elliotii
- Gladiolus emiliae
- Gladiolus engysiphon
- Gladiolus equitans
- Gladiolus erectiflorus
- Gladiolus exiguus
- Gladiolus exilis
- Gladiolus fenestratus
- Gladiolus ferrugineus
- Gladiolus filiformis
- Gladiolus flanaganii
- Gladiolus flavoviridis
- Gladiolus floribundus
- Gladiolus fourcadei
- Gladiolus geardii
- Gladiolus goldblattianus
- Gladiolus gracilis
- Gladiolus gracillimus
- Gladiolus grandiflorus
- Gladiolus grantii
- Gladiolus gregarius
- Gladiolus griseus
- Gladiolus gueinzii
- Gladiolus gunnisii
- Gladiolus guthriei
- Gladiolus hajastanicus
- Gladiolus halophilus
- Gladiolus harmsianus
- Gladiolus hirsutus
- Gladiolus hollandii
- Gladiolus horombensis
- Gladiolus huillensis
- Gladiolus humilis
- Gladiolus huttonii
- Gladiolus hyalinus
- Gladiolus illyricus
- Gladiolus imbricatus
- Gladiolus inandensis
- Gladiolus inflatus
- Gladiolus inflexus
- Gladiolus insolens
- Gladiolus intonsus
- Gladiolus invenustus
- Gladiolus involutus
- Gladiolus iroensis
- Gladiolus italicus
- Gladiolus jonquilodorus
- Gladiolus juncifolius
- Gladiolus kamiesbergensis
- Gladiolus karooicus
- Gladiolus kotschyanus
- Gladiolus lapeirousioides
- Gladiolus laxiflorus
- Gladiolus ledoctei
- Gladiolus leonensis
- Gladiolus leptosiphon
- Gladiolus lewisiae
- Gladiolus liliaceus
- Gladiolus linearifolius
- Gladiolus lithicola
- Gladiolus longicollis
- Gladiolus longispathaceus
- Gladiolus loteniensis
- Gladiolus lundaensis
- Gladiolus luteus
- Gladiolus macneilii
- Gladiolus maculatus
- Gladiolus magnificus
- Gladiolus malvinus
- Gladiolus manikaensis
- Gladiolus marlothii
- Gladiolus martleyi
- Gladiolus meliusculus
- Gladiolus melleri
- Gladiolus menitskyi
- Gladiolus mensensis
- Gladiolus meridionalis
- Gladiolus metallicola
- Gladiolus micranthus
- Gladiolus microcarpus
- Gladiolus microspicatus
- Gladiolus miniatus
- Gladiolus mirus
- Gladiolus monticola
- Gladiolus mosambicensis
- Gladiolus mostertiae
- Gladiolus muenzneri
- Gladiolus murgusicus
- Gladiolus murielae
- Gladiolus mutabilis
- Gladiolus negeliensis
- Gladiolus nerineoides
- Gladiolus nigromontanus
- Gladiolus nyasicus
- Gladiolus oatesii
- Gladiolus ochroleucus
- Gladiolus oliganthus
- Gladiolus oligophlebius
- Gladiolus oppositiflorus
- Gladiolus orchidiflorus
- Gladiolus oreocharis
- Gladiolus ornatus
- Gladiolus overbergensis
- Gladiolus palustris
- Gladiolus papilio
- Gladiolus pappei
- Gladiolus pardalinus
- Gladiolus parvulus
- Gladiolus patersoniae
- Gladiolus pauciflorus
- Gladiolus pavonia
- Gladiolus permeabilis
- Gladiolus perrieri
- Gladiolus persicus
- Gladiolus phoenix
- Gladiolus pole-evansii
- Gladiolus praecostatus
- Gladiolus pretoriensis
- Gladiolus priorii
- Gladiolus pritzelii
- Gladiolus puberulus
- Gladiolus pubigerus
- Gladiolus pulcherrimus
- Gladiolus pungens
- Gladiolus pusillus
- Gladiolus quadrangularis
- Gladiolus quadrangulus
- Gladiolus recurvus
- Gladiolus reginae
- Gladiolus rehmannii
- Gladiolus rhodanthus
- Gladiolus richardsiae
- Gladiolus robertsoniae
- Gladiolus robiliartianus
- Gladiolus rogersii
- Gladiolus roseolus
- Gladiolus roseovenosus
- Gladiolus rubellus
- Gladiolus rudis
- Gladiolus rufomarginatus
- Gladiolus rupicola
- Gladiolus saccatus
- Gladiolus salmoneicolor
- Gladiolus salteri
- Gladiolus saundersii
- Gladiolus saxatilis
- Gladiolus scabridus
- Gladiolus schweinfurthii
- Gladiolus scullyi
- Gladiolus sekukuniensis
- Gladiolus sempervirens
- Gladiolus serapiiflorus
- Gladiolus serenjensis
- Gladiolus sericeovillosus
- Gladiolus serpenticola
- Gladiolus somalensis
- Gladiolus speciosus
- Gladiolus splendens
- Gladiolus stefaniae
- Gladiolus stellatus
- Gladiolus stenolobus
- Gladiolus stenosiphon
- Gladiolus stokoei
- Gladiolus subcaeruleus
- Gladiolus sudanicus
- Gladiolus sufflavus
- Gladiolus sulculatus
- Gladiolus symonsii
- Gladiolus szovitsii
- Gladiolus taubertianus
- Gladiolus tenuis
- Gladiolus teretifolius
- Gladiolus trichonemifolius
- Gladiolus triphyllus
- Gladiolus tristis
- Gladiolus tshombeanus
- Gladiolus tubiflorus
- Gladiolus uitenhagensis
- Gladiolus undulatus
- Gladiolus unguiculatus
- Gladiolus usambarensis
- Gladiolus uysiae
- Gladiolus vaginatus
- Gladiolus vandermerwei
- Gladiolus variegatus
- Gladiolus varius
- Gladiolus watermeyeri
- Gladiolus watsonioides
- Gladiolus watsonius
- Gladiolus velutinus
- Gladiolus venustus
- Gladiolus verdickii
- Gladiolus vernus
- Gladiolus vigilans
- Gladiolus wilsonii
- Gladiolus vinosomaculatus
- Gladiolus violaceolineatus
- Gladiolus virescens
- Gladiolus virgatus
- Gladiolus viridiflorus
- Gladiolus woodii
- Gladiolus zambesiacus
- Gladiolus zimbabweensis